# Вілья-дель-Ріо
Вілья-дель-Ріо (ісп. Villa del Río) — муніципалітет в Іспанії, у складі автономної спільноти Андалусія, у провінції Кордова. Населення — 7451 особа (2010).
Муніципалітет розташований на відстані близько 280 км на південь від Мадрида, 44 км на схід від Кордови.

## Демографія
Динаміка населення (INE ):

## Галерея зображень

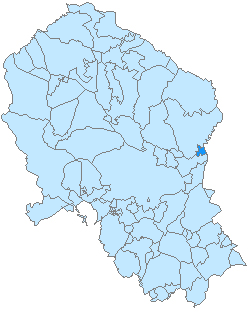
Розташування муніципалітету у провінції Кордова